# 欣山镇
欣山镇，是中华人民共和国江西省赣州市安远县下辖的一个乡镇级行政单位。

## 行政区划
欣山镇下辖以下地区：
东江源社区、水背社区、石塘社区、东门社区、中山街社区、濂江村、修田村、教头村、高排村、大胜村、永丰村、古田村、石湾村、下庄村、富田村、金石村、大坝村、碛角村、大岭背村和教塘村。